# Kofu
Kofu (Japans: 甲府市, Kōfu-shi) is de hoofdstad van de Japanse prefectuur Yamanashi. Op 1 december 2012 had de stad 196.166 inwoners. De bevolkingsdichtheid bedroeg 924 inw./km². De oppervlakte van de stad bedraagt 212,41 km². De stad ligt tussen Tokio en Nagoya. Kofu heeft de status van speciale stad.
De voetbalclub Ventforet Kofu komt uit Kofu.

## Verkeer

### Trein
- JR East
  - Chuo-hoofdlijn

- JR Central
  - Minobu-lijn

### Weg
- Chuo-autosnelweg

## Geboren
- Hidetoshi Nakata (1977), voetballer

## Stedenband
- Pau (Frankrijk), sinds 1977

Steden:
Chuo · Fuefuki · Fujiyoshida · Hokuto · Kai · Kofu (hoofdstad) · Koshu · Minami-Alps · Nirasaki · Otsuki · Tsuru · Uenohara · Yamanashi

Districten:
Kitatsuru · Minamikoma · Minamitsuru · Nishiyatsushiro · Nakakoma
Gemeenten per district
Akashi · Atsugi · Chigasaki · Fuji · Fukui · Hachinohe · Hirakata · Hiratsuka · Ibaraki · Ichinomiya · Isesaki · Joetsu · Kakogawa · Kasugai · Kasukabe · Kawaguchi · Kishiwada · Kofu · Koshigaya · Kumagaya · Kure · Matsue · Matsumoto · Mito · Nagaoka · Neyagawa · Numazu · Odawara · Ōta · Sasebo · Sōka · Suita · Takarazuka · Tokorozawa · Tottori · Tsukuba · Yamagata · Yamato · Yao · Yokkaichi